# Royal Hunt
Royal Hunt est un groupe de metal progressif danois, originaire de Copenhague. Ils comptent plus d'un million d'albums vendus dans le monde. Entre 1992 et 2015, Royal Hunt compte 13 albums studio et quatre albums live. À la fin 2017, le groupe annonce la sortie d'un nouvel album intitulé Cast in Stone.

## Biographie

### Années 1990
Le groupe est formé en 1989 par le claviériste Andre Andersen. Il est réputé pour sa musique mélodique avec une touche progressive et symphonique, et connait un succès important durant les années 1990 avec le chanteur D.C. Cooper sur les albums Moving Target et Paradox, notamment au Japon et en Europe. La formation connait plusieurs changements de personnel au cours de son histoire.
Brockmann quitte le groupe en décembre 1994 après la sortie de Clown in the Mirror, et est remplacé par D.C. Cooper. Avec cette formation, le groupe visite pour la première fois les États-Unis, jouant en acte ouverture de Warrant.
Le troisième album studio du groupe, intitulé Moving Target, est publié. Le titre Far Away, dédié aux victimes du séisme de Kobe en 1995, atteint la première position des classements japonais. Pendant leur tournée européenne, avec le groupe suisse Gotthard, Olsen se retrouve en incapacité de jouer à cause d'une pneumonie. Peu de temps après, il est diagnostiqué acouphène. Le groupe recrute alors Allen Sørensen comme remplaçant. En 36 heures, il part pour la Suisse, répète avec le groupe et joue sur scène.
Le 23 octobre 1997, le groupe publie l'album Paradox au label américain Magna Carta Records. Le magazine Burrn! nomme André « meilleur claviériste », D.C. Cooper « meilleur chanteur », et le groupe « meilleur groupe » et « meilleur album » pour la sortie de Paradox. Pendant la tournée promotionnelle de Paradox, D.C. Cooper commence à enregistrer un album solo. Le groupe décide de faire une pause en 1998.

### Années 2000

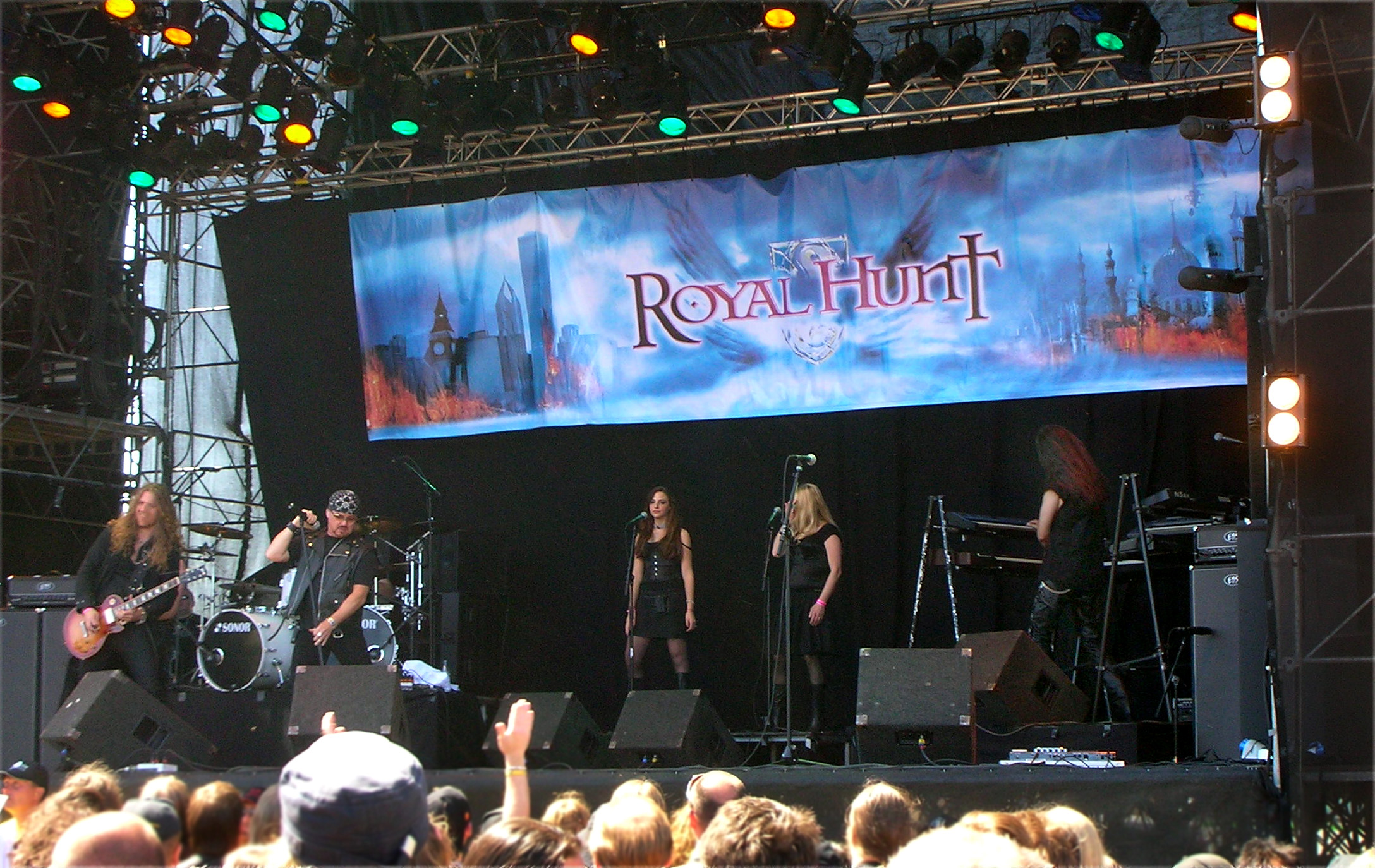
Royal Hunt au Sweden Rock Festival en 2008.

Le groupe revient en 2001 avec l'album-concept The Mission. En 2002, le groupe commence à tourner en soutien à l'album. Ils jouent pas loin de 22 concerts au Danemark et dans plusieurs pays européens en compagnie des Pretty Maids. Cette même année, le batteur Allan Sørensen quitte le groupe.
En juin 2002, André lance son deuxième album solo, Black on Black. John West forme John West Earth Maker et publie un album homonyme. Après une autre pause, le groupe entre en studio pour enregistrer l'album Eyewitness désormais sans Allan. Il est publié le 24 mai 2003, et est suivi par plusieurs dates de concerts après lesquels le groupe assiste au départ de ses membres Steen Mogensen et Jacob Kjaer.
Le 6 juin 2005, près de deux ans après la sortie de Eyewitness, le groupe annonce la sortie de l'album Paper Blood, accompagnée de dates à Moscou et Saint-Pétersbourg avant de tourner en Europe et d'annoncer l'arrivée du bassiste Per Schelander comme membre officiel. Le 22 novembre 2006 sort le CD/DVD intitulé 2006. En 2007, Mark Boals remplace le précédent chanteur, John West. L'album Paradox II – Collision Course est publié le 14 mars 2008 en Europe, et fait participer Doogie White (Rainbow, Cornerstone), Henrik Brockmann et Kenny Lübcke. Pour la tournée en soutien à l'album, le groupe fait de nouveau appel au batteur Allan Sørensen.
Plus tard sort l'album X, qui est publié le 21 janvier 2009 au Japon et en Asie du Sud-Est par le label Marquee/Avalon Records. Le label Scarlet Records se charge de sa sortie en Europe en juin 2010. À la fin de la tournée X, Royal Hunt participe au festival ProgPower USA '09.

### Années 2010
En 2011, après de nombreuses demandes de la part des fans et de promoteurs internationaux, Royal Hunt décide de faire revenir dans ses rangs D.C. Cooper, à l'occasion d'une tournée spéciale dédiée aux quatre premiers albums du groupe. Depuis, Royal Hunt enregistre un nouvel album intitulé Show Me How to Live mettant en avant la réintégration de DC Cooper au chant. En 2012, ils publient une compilation intitulée 20th Anniversary, célébrant leur vingtième année d'existence.
En avril 2015, le groupe annonce sur son site web avoir terminé l’écriture et la pré-production de son treizième album studio. Les enregistrements commenceront au studio NorthPoint Productions, avec le claviériste André Andersen à la production. Pour la pré-commande, le groupe lance une campagne sur PledgeMusic. Ce treizième opus, intitulé Devil’s Dozen, est annoncé pour le 21 août 2015 chez Frontiers Music Srl. En février 2016, le groupe publie une vidéo pour la chanson Half Past Loneliness, qui apparaît sur le nouvel album live du groupe, Cargo, prévu le 18 mars prochain chez Frontiers Music Srl. La liste des titres et la couverture sont révélées en février la même année. Royal Hunt annonce la sortie d'un autre album live, intitulé 25 Anniversary, le 12 mai 2016, retraçant les 25 ans de carrière du groupe.
En décembre 2017, le groupe annonce les détails de son futur et quatorzième opus, Cast in Stone,.

## Membres

### Membres actuels
- André Andersen - claviers (depuis 1989)
- D.C. Cooper - chant (1994–1998, depuis 2011)
- Andreas Passmark - basse (depuis 2009)
- Jonas Larsen - guitare (depuis 2011)
- Andreas « Habo » Johansson - batterie (depuis 2015)

### Anciens membres
- Henrik Brockmann - chant (1992-1994)
- Kenneth Olsen - batterie
- Jacob Kjaer - guitare (1992-2004)
- Steen Mogensen - basse (1992-2004)
- John West - chant (1999-2006)
- Per Schelander - basse (2005–2009)
- Marcus Jidell - guitare (2004–2011)
- Mark Boals - chant (2007-2011)
- Allan Sørensen - batterie (1996–2002, 2007–2015)

## Discographie

### Albums studio
- 1992 : Land of Broken Hearts
- 1993 : Clown in the Mirror
- 1995 : Moving Target
- 1997 : Paradox
- 1999 : Fear
- 2001 : The Mission
- 2003 : Eyewitness
- 2005 : Paper Blood
- 2008 : Collision Course ... Paradox 2
- 2010 : X
- 2011 : Show Me How to Live
- 2013 : A Life to Die For
- 2015 : Devil's Dozen
- 2018 : Cast in Stone

### Albums live
- 1996 : 1996
- 1998 : Closing the Chapter
- 1999 : Double Live in Japan
- 2006 : 2006 Live

### Singles et EP
- 1993 : The Maxi EP
- 1995 : Far Away (EP)
- 1997 :  Message to God
- 2000 : Intervention
- 2001 : The Watchers (live + remix)

### Best-of et compilations
- 1998 : The First Four Chapters... and More (seulement au Japon)
- 1998 : The Best (seulement au Japon)
- 1998 : The Best Live  (seulement au Japon)
- 2002 : On the Mission 2002 (seulement au Japon)
- 2012 : Heart of the City (best-of 1992–1999) (2012)